# OK 저축은행 읏맨
부산 OK저축은행 읏맨(Busan OK Savings Bank OKman)은 한국배구연맹에 속한 대한민국의 프로 배구단으로 연고지는 부산광역시이며 강서실내체육관을 홈 구장으로 쓰고 있다.

## 역사
러시앤캐시는 운영난을 겪던 드림식스 배구단의 네이밍 스폰서를 맡으면서 드림식스 배구단 인수를 추진 하였으나 우리금융그룹에 밀려 인수에 실패하자 배구 팀 창단 작업에 나섰다. 대신 KOVO에서 신생 팀으로 창단할 의향이 있으면 지원해 주겠다는 의사를 밝혔고 2013년 4월 10일 대한민국의 프로 배구 제7구단으로 창단했다. 이는 2008년 드림식스의 창단 이후 5년 만의 일인데 애초 러시앤캐시는 2009년 창단한 서울 우리카드 위비처럼 2년 동안 신인 우선 지명권을 갖기 원했으나 기존 구단들의 반발이 거세게 일어나자 결국 연맹의 방침에 따라 드래프트 2~9순위 선수를 우선 지명하고 기존 구단에서 보호 선수를 제외한 1명씩을 데려와 팀을 꾸렸다.
2013년 4월 26일 한국배구연맹은 에이앤피파이낸셜대부(브랜드명 러시앤캐시)의 배구단 창단을 승인했다. 팀은 4억 원을 내고 자유계약선수(FA) 교섭권을 획득해 그 해 6월 말까지 선수 등록이 끝난 후 기존 구단들로부터 전력 보강 선수를 1명씩 지명하였다. 창단 감독으로는 삼성화재 선수 출신이자 은퇴 후 KBS N 스포츠에서 배구 해설위원으로 활동하였던 김세진이 선임됐으며 석진욱을 수석 코치로 영입했다.
2013년 8월 5일에는 구단 닉네임으로 말벌을 뜻하는 베스피드(VESPID)와 엠블렘 등 구단 상징물을 정했다. 구단은 "새 팀명 베스피드는 말벌의 침처럼 공간을 파고드는 예리한 서브 어떤 벽이 막아 서도 기필코 무너뜨리는 빠르고 정확한 스파이크를 상징"하며 "말벌 특유의 집단적이고 공격적인 특징에 베스트 스피드(Best Speed)라는 의미를 부여 빠르고 패기 넘치는 신생팀의 특성을 효과적으로 표현했다."고 이유를 설명했다. 이 이름은 군 복무 중 전력보강선수 지명을 받은 센터 한상길이 제안하였다.
V-리그 2013-14 시즌을 앞두고 연고지를 물색하던 구단은 당초 드림식스 시절 연고지였던 아산시에서 모기업의 대부업체 이미지에 난색을 표하면서 결국 2013년 11월 5일 경기도 안산시를 임시 연고지로 삼아 공식 창단했다. 2014년 4월에는 안산시와 정식으로 연고협약을 체결하고, 구단명을 안산 OK저축은행 러시앤캐시로 변경했다. 구단명은 바꾸지만, 팀의 마스코트인 말벌은 그대로 존치했다.
2013-14 시즌 초반 데뷔 첫 경기부터 내리 8연패를 당하기도 하였지만 2013년 11월 26일에 열린 대한항공과의 원정경기에서는 3세트에 54:56까지 가는 밀리지 않는 경기력을 선보였다. 2014년 2월 9일 대전에서 열린 리그 1위 삼성화재와의 경기에서 3:0 셧아웃으로 승리하면서 김세진 감독은 감독 데뷔 후 처음으로 스승 신치용 감독에게 승리를 거두있고 2013-14시즌 최종성적은 11승 19패를 기록하면서 6위로 시즌을 마쳤다. 2014-15 시즌을 앞두고 쿠바 출신의 세계적인 센터 로베르틀란디 시몬을 영입했고 이 저력은 2014-15시즌 정규리그 준우승을 차지하여 플레이오프에서 한국전력을 풀세트까지 가는 접전으로 2승을 챙겨 삼성화재에게 도전장을 낸 후 4월 1일 챔프전 3전 전승 및 포스트시즌 5전 전승으로 창단 2년만에 첫 우승을 차지하며 기적을 현실로 만드는 원동력이 되었다. 삼성화재 신치용 감독은 제자에게 패배한 이후 임도헌에게 감독직을 넘기고 단장이 되었다.
2015-16시즌 초반에 선두를 달렸으나 후반기 들어서 저조했고 결국 안산 홈경기에서 현대캐피탈에게 패하면서 정규리그 우승을 지켜봐야 했고 2위로 플레이오프에 진출했다. 준플레이오프에서 대한항공을 이기고 온 삼성화재와 플레이오프에서 만나게 되었으며 안산과 대전에서 펼쳐진 2경기를 모두 이기고 챔피언 결정전에 진출 했으며 NH 농협 V-리그 남자부 챔피언결정전에서 정규리그 1위를 차지한 현대캐피탈을 3승1패로 꺾고 우승을 차지했다. 이로써 창단 3년만에 V-리그를 2연패 하는 기염을 토하였다.
2020년 2020 - 21시즌을 앞두고 팀명을 안산 OK 금융그룹 읏맨으로 변경했다.

## 통산 기록
| 안산 OK금융그룹 읏맨 | 안산 OK금융그룹 읏맨 | 안산 OK금융그룹 읏맨 | 안산 OK금융그룹 읏맨 | 안산 OK금융그룹 읏맨 | 안산 OK금융그룹 읏맨 | 안산 OK금융그룹 읏맨 |
| 시즌                 | 정규순위             | 포스트시즌           | 경기수               | 승                   | 패                   | 승점                 |
| -------------------- | -------------------- | -------------------- | -------------------- | -------------------- | -------------------- | -------------------- |
| 2013–14              | 6                    | 진출 실패            | 30                   | 11                   | 19                   | 34                   |
| 2014–15              | 2                    | 우승                 | 36                   | 25                   | 11                   | 71                   |
| 2015-16              | 2                    | 우승                 | 36                   | 23                   | 13                   | 71                   |
| 2016-17              | 7                    | 진출 실패            | 36                   | 7                    | 29                   | 20                   |
| 2017-18              | 7                    | 진출 실패            | 36                   | 10                   | 26                   | 32                   |
| 2018-19              | 5                    | 진출 실패            | 36                   | 17                   | 19                   | 51                   |
| 2019-20              | 4                    | 미진행               | 32                   | 16                   | 16                   | 50                   |
| 2020–21              | 4                    | 플레이오프           | 36                   | 19                   | 17                   | 55                   |
| 2021–22              | 5                    | 진출 실패            | 36                   | 17                   | 19                   | 44                   |
| 2023–24              | 3                    | 준우승               | 36                   | 20                   | 16                   | 58                   |
| 2024–25              | 7                    | 진출 실패            | 36                   | 7                    | 29                   | 27                   |

## 코칭 스태프&선수단

### 코칭 스태프
- 감독 : 신영철
- 수석코치 : 김재헌
- 코치 : 임동규, [강영준[]] 전병선

### 지원 스태프
- 전력분석 : 이한영
- 수석 트레이너 :
- 트레이너 : 김태광, 이승헌, 임성민
- 통역 : 남균탁
- 통역 / 매니저 : 최형민

### 현재 선수단
| 번호 | 포지션 | 이름                               | 데뷔년도          | 이적년도       |
| ---- | ------ | ---------------------------------- | ----------------- | -------------- |
| 1    | 레프트 | 박승수                             | 2021              |                |
| 2    | 세터   | 곽명우                             | 2013              |                |
| 3    | 리베로 | 정성현                             | 2013              |                |
| 4    | 라이트 | 조재성                             | 2016              |                |
| 5    | 세터   | 권준형                             | 2011(LIG손해보험) | 2020(삼성화재) |
| 6    | 레프트 | 레오나르도 레이바 마르티네스(레오) | 2021              |                |
| 7    | 리베로 | 조국기                             | 2011(대한항공)    | 2013(대한항공) |
| 8    | 레프트 | 차지환                             | 2017              |                |
| 9    | 세터   | 강정민                             | 2021              |                |
| 10   | 리베로 | 부용찬                             | 2011(LIG손해보험) | 2018(삼성화재) |
| 11   | 센터   | 박원빈                             | 2014              |                |
| 12   | 라이트 | 전병선                             | 2014              |                |
| 14   | 센터   | 문지훈                             | 2020              |                |
| 15   | 센터   | 지태환                             | 2010(삼성화재)    | 2022(우리카드) |
| 16   | 센터   | 진상헌                             | 2007(대한항공)    | 2020(대한항공) |
| 23   | 센터   | 정성환                             | 2019              |                |

### 군 입대 선수단
| 포지션 | 이름   | 데뷔년도 | 이적년도 | 군 입대년도        |
| ------ | ------ | -------- | -------- | ------------------ |
| 세터   | 이민규 | 2013     |          | 2021(사회복무요원) |
| 레프트 | 송명근 | 2013     |          | 2021(상근예비역)   |
| 센터   | 전진선 | 2018     |          | 2021(상무)         |
| 센터   | 함동준 | 2020     |          | 2021(상무)         |
| 레프트 | 김웅비 | 2019     |          | 2022(상무)         |
| 센터   | 박창성 | 2020     |          | 2022(상무)         |

## 영구결번
참고: FIFA 자격 규정에 따라 소속된 국가대표팀 국기를 표시합니다. 선수는 복수의 FIFA 비회원국 국적을 가지고 있을 수 있습니다.
| 번호 | 포지션       | 국적 | 이름                      |
| ---- | ------------ | ---- | ------------------------- |
| 13   | {{{포지션}}} | 쿠바 | 시몬 선수를 기념하여 헌정 |

## 응원단
장내 아나운서 : 허지욱
응원단장 : 한재권
치어리더 : 김수현, 김연정, 김유나, 목나경, 박재령, 이소림, 이은지, 이하윤